# Quintin Dailey
Quintin Dailey (Baltimore, Maryland, 22 de janeiro de 1961 - 8 de novembro de 2010) foi um jogador de basquete norte-americano.